# Corynorhinus rafinesquii
Corynorhinus rafinesquii é uma espécie de morcego da família Vespertilionidae. Endêmica dos Estados Unidos da América.